# 질릉
질릉(質陵)은 고려 제9대 덕종의 정비인 경성왕후 김씨의 능이다. 현재 위치는 알 수 없다.